# Esala Teleni

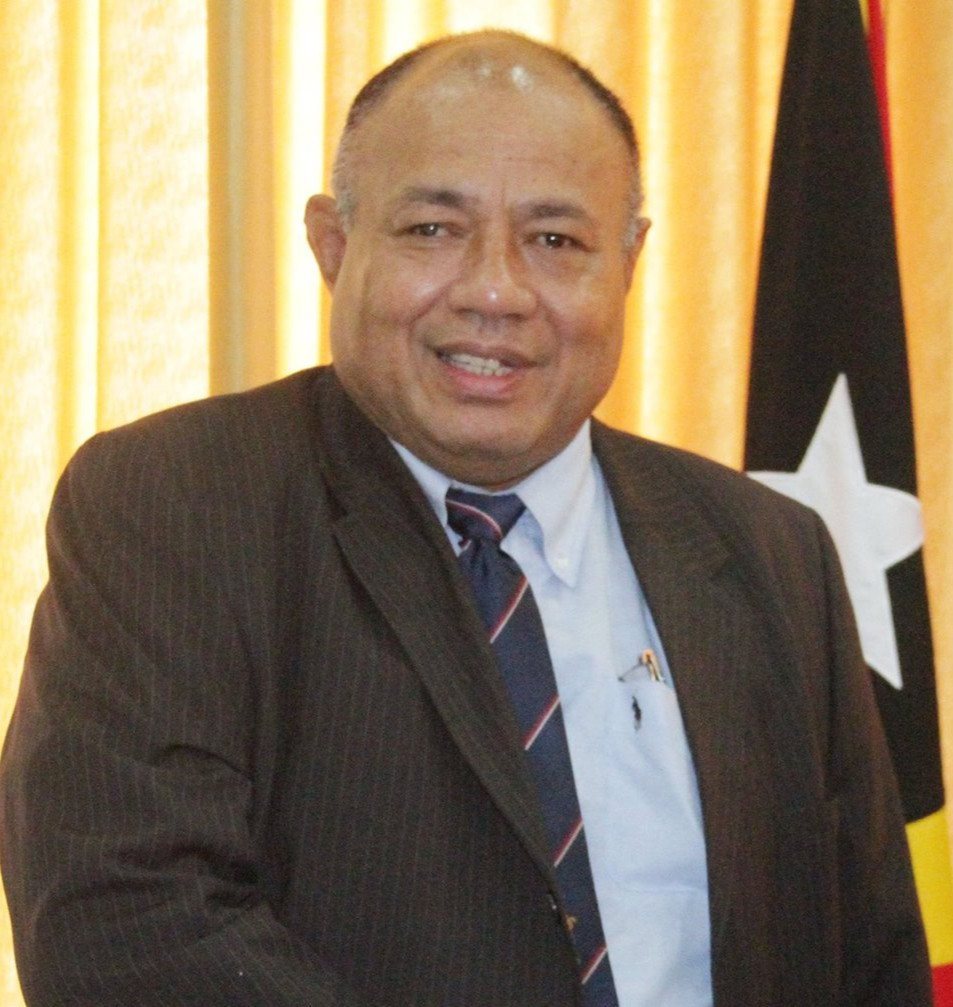
Esala Teleni (2016)

Esala Teleni (* auf Namuka-i-Lau, Fidschi; † 28. Februar 2020) war ein fidschianischer Rugbyspieler, Diplomat, Polizist und Offizier.

## Werdegang
Teleni besuchte, wie viele Armeeangehörige die Marist Brothers High School. Später studierte er Internationales Recht und erhielt einen Master in Strategischen Studien.
Teleni war ab 1975 Offizier in der Marine Fidschis. Von 1982 bis 1989 spielte er in der Rugby-Union-Nationalmannschaft, war zeitweise Kapitän des Nationalteams und später auch Trainer.
Am 5. Dezember 2006 kam es in Fidschi zu einem Militärputsch. Teleni, der im November 2006 im Range eines Captains bereits der diensthabende Kommandeur der Republic of Fiji Military Forces (RFMF) war, wurde nun offiziell zum stellvertretenden Kommandeur. Teleni gilt als Verbündeter von Frank Bainimarama, dem damaligen Oberbefehlshaber und Putschisten. Im  Juli 2007 wurde Teleni von der militärgestützten Interimsregierung zum Commissioner der Polizei ernannt. Außerdem wurde er zum Kommodoren befördert.
Nachdem er als Polizeichef zurückgetreten war, wurde Teleni vom 5. März 2011 bis 2014 fidschianischer Botschafter in der Volksrepublik China. Im November 2014 wurde er aus Peking abberufen. Teleni wurde vorgeworfen, er habe ein Bestechungsgeld von 200.000 US-Dollar angenommen, als es um die Vergabe des Postens des fidschianischen Honorarkonsuls in Hongkong ging. Dafür wurde Teleni im Dezember zu Sonderberater beim Pacific Islands Development Forum (PIDF) ernannt.
Im Juni 2015 wurde Teleni zum fidschianischen Hochkommissar in Papua-Neuguinea ernannt. In Personalunion war er dadurch gleichzeitig Hochkommissar auf den Salomonen und in Vanuatu, Botschafter in Osttimor und ständiger Vertreter Fidschis bei der Melanesian Spearhead Group in Port Vila. Seinen Amtssitz hatte Teleni in Papua-Neuguineas Hauptstadt Port Moresby.

## Privates
Teleni war Methodist und Laienprediger. Regelmäßig predigte er in seiner Zeit als Polizeichef in den Polizeiunterkünften.